# 시즈오카시
시즈오카시(일본어: 静岡市)는 일본 시즈오카현의 현청 소재지이며, 정령지정도시이다.

## 개요
도쿠가와 이에야스가 오고쇼(大御所)로 말년을 보낸 곳이라 오늘날에도 '오고쇼'에 대한 존경 의식이 강하다. 2003년 4월 1일에 인구 약 47만 명의 현청 소재지 시즈오카시와 인접하는 인구 약 24만 명의 수산 도시인 시미즈시(清水市)가 통합해서 새로운 시즈오카시가 발족했다. 그리고 2005년 4월 1일에는 일본에서 14번째 정령지정도시로 지정되었다. 2006년 3월 31일에는 인근에 위치한 이하라군(庵原郡) 간바라정(蒲原町)을 편입했으나, 편입 전의 시즈오카시와는 경계를 접하지 않는 월경지였다. 그러나 2008년 11월 1일에 옛 시미즈시 영역과 간바라정 영역 사이에 있던 유이정(由比町)을 편입하면서 간바라정의 월경지는 해소되었다.
인구는 일본의 정령지정도시 중에서 제일 적다. 이는 정령지정도시로 지정될 수 있는 인구 요건이 원래 80만 명 정도인데, 자치단체가 통합하는 경우에 한해 인구 기준을 70만 명으로 완화해주는 특례 때문이다. 한편 면적은 정령지정도시 중에서 두 번째로 크며, 일본의 모든 시정촌 중에서도 세 번째로 크다. 시즈오카시는 이미 1969년에 산간 지역의 6개 촌을 편입함으로써 일본에서 두 번째로 넓은 시가 되었는데 시미즈시와 통합함으로써 더욱 커진 것이다.

## 지리
행정 구역은 남북으로 길게 퍼져 있다. 스루가만(駿河湾) 연안에서 일본 알프스(미나미알프스)의 해발 2,000~3,000m 정도의 산(야마나시현 및 나가노현과의 경계선)까지 이어지고 있다. 산과 바다가 근접하는 좁은 평지에 옛날에는 도카이도(東海道)가 관통했으며 현재도 국도 1호선, 도카이도 신칸센, 도메이 고속도로 등이 지난다. 시즈오카는 도쿄와 교토, 오사카를 잇는 대동맥이 되고 있다.
또한 에도 막부를 창설한 도쿠가와 이에야스가 현재의 시즈오카시에 슨푸성(駿府城)을 세우고, 여기서 "오고쇼"(大御所)로서 말년을 보냈다. 시즈오카시의 행정구 중 하나인 아오이구(葵区)는 도쿠가와가의 문장인 "아오이"(아욱)에서 유래한다.

## 행정 구역
| 지역             | 로마자     | 가나     | 면적 (km2) | 인구    | 지도 |
| ---------------- | ---------- | -------- | ---------- | ------- | ---- |
| 스루가구(駿河区) | Suruga-ku  | するがく | 73.06      | 212,806 |      |
| 시미즈구(清水区) | Shimizu-ku | しみずく | 265.09     | 229,354 |      |
| 아오이구(葵区)   | Aoi-ku     | あおいく | 1,073.75   | 248,214 |      |

## 역사

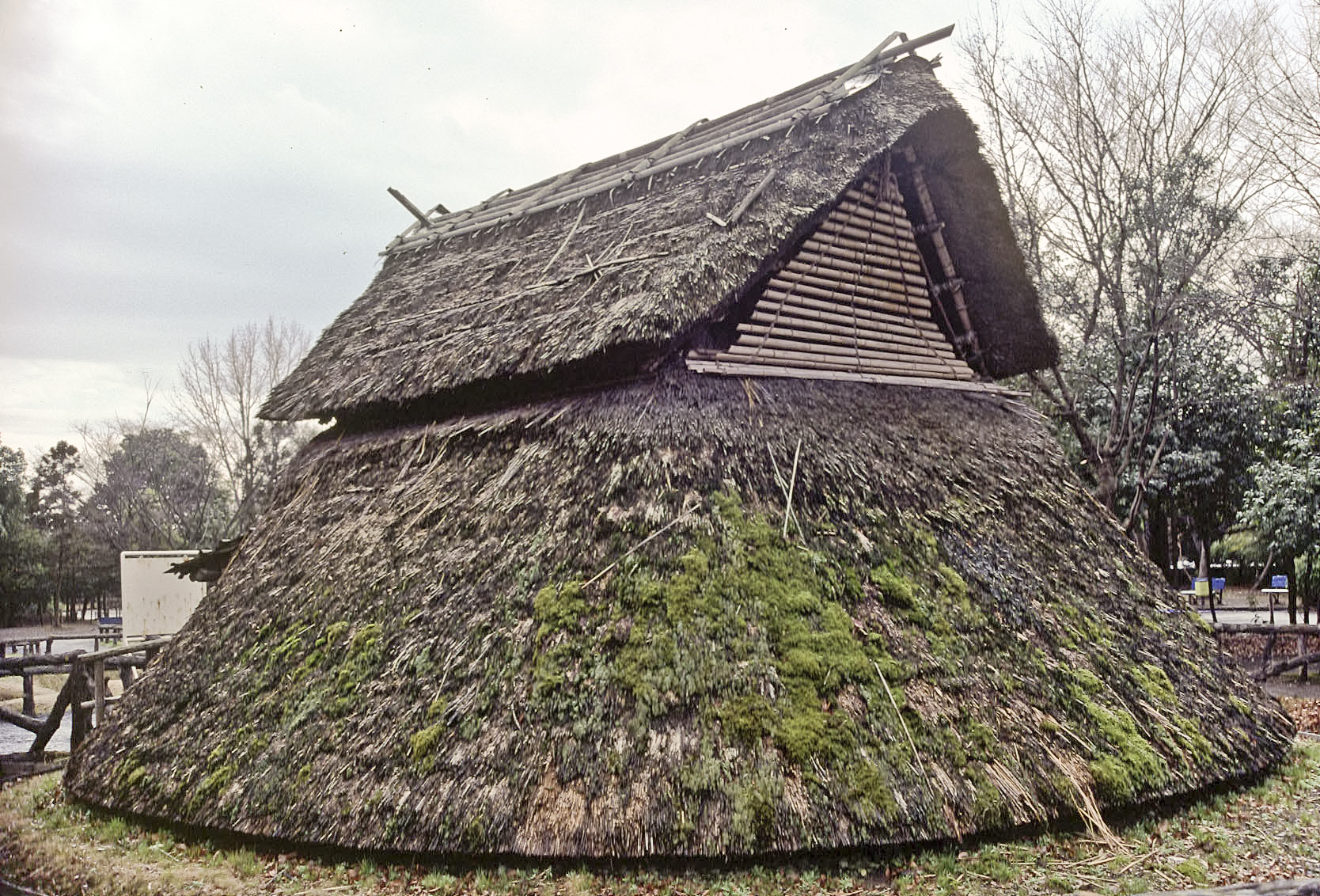
등궁 유적의 재건된 건물

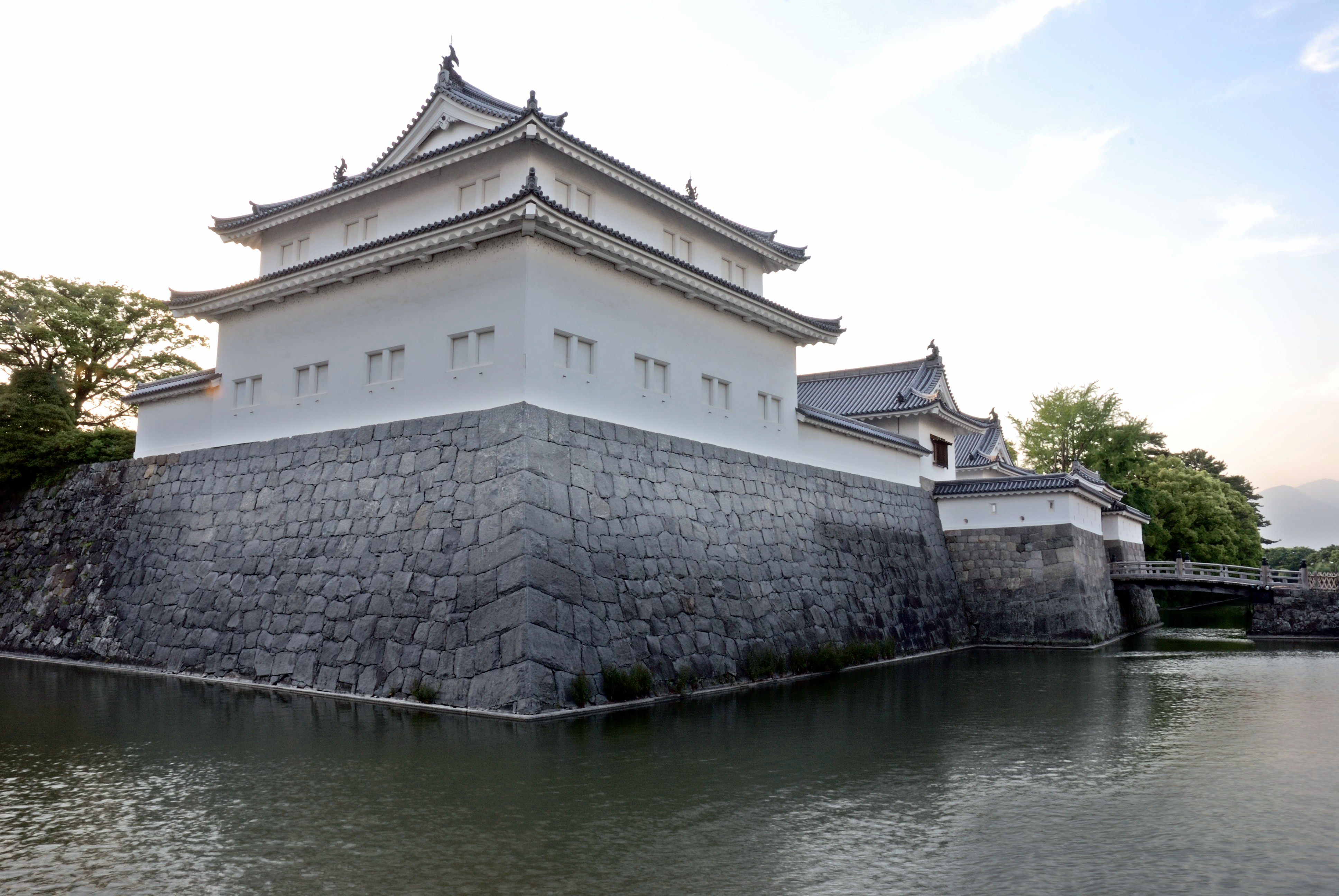
슨푸성

현재 시즈오카시로 알려진 지역은 선사 시대 이래로 사람이 살고 있었다. 도시 내에서 수많은 고분이 발견되었고 등궁 유적은 주요한 야요이 시대(BC 400~AD 300)의 정착지가 현재의 시 중심부에 존재했음을 말해준다.
일본 고대의 율령국 중 하나인 스루가국은 나라 시대 초기에 성립되었다. 701년부터 710년 사이에 국부는 현재의 누마즈시에서 아베강 기슭의 슨푸(駿府)로 이전하였다.
무로마치 시대에 슨푸는 이마가와씨의 본거지였다. 이마가와씨는 오케하자마 전투에서 패하였고 슨푸는 이후 다케다 신겐의 지배를 받다가 도쿠가와 이에야스의 지배하에 들어오게 되었다. 그러나 도요토미 히데요시는 이에야스를 다른 곳에 분봉한 후 슨푸를 지배하기 위해 누카무라 가즈타다를 설치했다. 이후 도요토미씨는 세키가하라 전투에서 패하였고 도쿠가와 이에야스는 슨푸를 되찾아 1601년에 그의 가신인 나이토 노부나리에게 분봉하였다. 이것이 슨푸번의 시작이다.
1606년 4월에 이에야스는 공식적으로 쇼군의 자리에서 은퇴해 슨푸에 머물렀고 슨푸성을 세워 배후에서 쇼군 도쿠가와 히데타다에 영향력을 미쳤다. 이후 슨푸는 막부의 직할령이 되었다.
1869년에 에도 막부가 몰락하면서 과거 도쿠가와 가문의 16대 당주인 도쿠가와 이에사토는 슨푸로 보내졌고 단명한 시즈오카번에 봉해졌다. 같은 해에 슨푸는 시즈오카로 개칭되었고 1871년 폐번치현으로 시즈오카번은 시즈오카현이 되었다. 1876년에 이웃한 하마마쓰현과 아시가루현의 서쪽 일부를 합병해 확장하였다. 도카이도 본선의 시즈오카역은 1889년 2월 1일에 개업하였다. 같은 날에 시즈오카 시가지의 대부분이 불에 탔다.
1889년에 현대적인 시즈오카시가 성립하였다. 이 무렵 시즈오카의 인구는 37,681명으로 일본에서 31번째 인구를 가진 도시였다.
1911년에 전차가 가동되기 시작했으며 1914년에 태풍으로 인한 폭우로 아베강이 범람하여 시가지가 물에 잠겼다. 1920년 국세조사에서 시즈오카의 인구는 74,093명이었다. 도시 면적은 1920년대와 1930년대에 주변 정촌의 합병을 통해 계속 확대되었다. 1935년에 진도 6.4의 지진이 발생해 큰 피해를 입었는데 얼마 안 돼서 재건되기는 했지만 1940년에 다시 대화재가 발생해 도시 중심부가 크게 파괴되었다.
제2차 세계 대전 때 시즈오카는 군사적으로 중요하지 않은 곳으로 여겨져 초기에는 약간의 폭격만을 받았다. 그러나 1945년 6월 19일의 시즈오카 폭격으로 도시는 심각한 피해를 입었고 많은 사상자가 발생했다.
1950년대와 1960년대에 주변 정촌의 합병으로 도시 면적은 계속해서 확대되었다. 1964년 10월 1일에는 도카이도 신칸센이 시즈오카에 개통되었고 1969년 4월 25일에는 도메이 고속도로가 연결되었다. 1974년 7월 7일에는 홍수로 인한 아베강의 범람과 그에 수반한 산사태로 23명이 사망하였다. 1980년 8월 16일에는 시즈오카역 주변 지하 쇼핑센터의 가스 누출로 인한 폭발 사고로 15명이 사망했고 233명이 부상을 입었다.
시즈오카시청은 1986년에 새로운 청사로 이전하였고 1992년 4월 1일에 시즈오카는 중핵시로 지정되면서 더 많은 자치권을 부여받게 되었다. 2003년 4월 1일에 시미즈시(현재의 시미즈구)를 합병해 면적과 인구가 증가하였고 2005년 4월 1일에 정령지정도시가 되어 몇 개의 구로 나뉘게 되었다.
2006년 3월 31일에 간바라정이 시즈오카시에 편입되어 시미즈구의 일부가 되었다. 2008년 11월 1일에 유이정이 시미즈구에 편입되었다.

## 경제
전체적으로 시즈오카시는 다른 정령지정도시와 달리 1·2·3차 산업이 고르게 발달해 있다. 그러나 오일 쇼크 이후 이 지역의 수산물 가공업은 점차 쇠퇴하고 있으며, 또한 시미즈구 지역은 교외에 대형마트들이 들어서면서 중심 시가지의 공동화(空洞化) 현상이 심각하다. 이에 따라 최근 10여 년간 시즈오카시의 인구는 매년 조금씩 감소하고 있다.

## 교육
- 시즈오카 대학
- 시즈오카 현립 대학
- 도코하 가쿠인 대학
- 시즈오카 에이와 가쿠인 대학

## 교통

### 철도
- 도카이 여객철도
  - 도카이도 신칸센
  - 도카이도 본선

- 일본화물철도
  - 도카이도 본선

- 시즈오카 철도
  - 시즈오카시미즈선

- 오이가와 철도
  - 이카와선

### 도로
- 도메이 고속도로
- 신토메이 고속도로
- 주부오단 자동차도
- 국도 1호선
- 국도 52호선
- 국도 149호선
- 국도 150호선
- 국도 362호선

### 공항
- 시즈오카 공항

## 인구
| 연도 | 인구    | ±%     |
| ---- | ------- | ------ |
| 1940 | 395,189 | —      |
| 1950 | 467,782 | +18.4% |
| 1960 | 576,482 | +23.2% |
| 1970 | 681,797 | +18.3% |
| 1980 | 727,260 | +6.7%  |
| 1990 | 739,300 | +1.7%  |
| 2000 | 729,980 | −1.3%  |
| 2010 | 716,328 | −1.9%  |

## 기후
| 시즈오카시의 기후                                            | 시즈오카시의 기후 | 시즈오카시의 기후 | 시즈오카시의 기후 | 시즈오카시의 기후 | 시즈오카시의 기후 | 시즈오카시의 기후 | 시즈오카시의 기후 | 시즈오카시의 기후 | 시즈오카시의 기후 | 시즈오카시의 기후 | 시즈오카시의 기후 | 시즈오카시의 기후 | 시즈오카시의 기후 |
| 월                                                           | 1월               | 2월               | 3월               | 4월               | 5월               | 6월               | 7월               | 8월               | 9월               | 10월              | 11월              | 12월              | 연간              |
| ------------------------------------------------------------ | ----------------- | ----------------- | ----------------- | ----------------- | ----------------- | ----------------- | ----------------- | ----------------- | ----------------- | ----------------- | ----------------- | ----------------- | ----------------- |
| 역대 최고 기온 °C (°F)                                       | 25.7 (78.3)       | 26.2 (79.2)       | 28.0 (82.4)       | 33.3 (91.9)       | 33.9 (93.0)       | 38.3 (100.9)      | 40.0 (104.0)      | 38.7 (101.7)      | 37.1 (98.8)       | 33.9 (93.0)       | 28.0 (82.4)       | 24.5 (76.1)       | 40.0 (104.0)      |
| 일평균 최고 기온 °C (°F)                                     | 11.7 (53.1)       | 12.6 (54.7)       | 15.5 (59.9)       | 19.8 (67.6)       | 23.5 (74.3)       | 26.1 (79.0)       | 29.9 (85.8)       | 31.3 (88.3)       | 28.4 (83.1)       | 23.6 (74.5)       | 18.8 (65.8)       | 14.1 (57.4)       | 21.3 (70.3)       |
| 일일 평균 기온 °C (°F)                                       | 6.9 (44.4)        | 7.7 (45.9)        | 10.7 (51.3)       | 15.2 (59.4)       | 19.2 (66.6)       | 22.4 (72.3)       | 26.1 (79.0)       | 27.4 (81.3)       | 24.5 (76.1)       | 19.4 (66.9)       | 14.3 (57.7)       | 9.3 (48.7)        | 16.9 (62.4)       |
| 일평균 최저 기온 °C (°F)                                     | 2.1 (35.8)        | 2.9 (37.2)        | 6.0 (42.8)        | 10.6 (51.1)       | 15.1 (59.2)       | 19.2 (66.6)       | 23.1 (73.6)       | 24.2 (75.6)       | 21.1 (70.0)       | 15.6 (60.1)       | 9.9 (49.8)        | 4.6 (40.3)        | 12.9 (55.2)       |
| 역대 최저 기온 °C (°F)                                       | −6.8 (19.8)       | −5.8 (21.6)       | −4.6 (23.7)       | −1.4 (29.5)       | 5.1 (41.2)        | 12.5 (54.5)       | 15.4 (59.7)       | 16.9 (62.4)       | 10.6 (51.1)       | 3.9 (39.0)        | −1.7 (28.9)       | −5.1 (22.8)       | −6.8 (19.8)       |
| 평균 강수량 mm (인치)                                        | 79.6 (3.13)       | 105.3 (4.15)      | 207.1 (8.15)      | 222.2 (8.75)      | 215.3 (8.48)      | 268.9 (10.59)     | 296.6 (11.68)     | 186.5 (7.34)      | 280.6 (11.05)     | 250.3 (9.85)      | 134.2 (5.28)      | 80.7 (3.18)       | 2,327.3 (91.63)   |
| 평균 강설량 cm (인치)                                        | 0 (0)             | 0 (0)             | 0 (0)             | 0 (0)             | 0 (0)             | 0 (0)             | 0 (0)             | 0 (0)             | 0 (0)             | 0 (0)             | 0 (0)             | 0 (0)             | 0 (0)             |
| 평균 강수일수 (≥ 0.5 mm)                                     | 5.8               | 6.5               | 10.2              | 10.5              | 10.9              | 13.6              | 12.9              | 10.6              | 12.8              | 10.9              | 7.6               | 6.1               | 118.3             |
| 평균 강설일수                                                | 1.8               | 1.7               | 0.1               | 0.0               | 0.0               | 0.0               | 0.0               | 0.0               | 0.0               | 0.0               | 0.0               | 0.5               | 4.1               |
| 평균 상대 습도 (%)                                           | 57                | 57                | 62                | 65                | 71                | 77                | 79                | 76                | 75                | 71                | 67                | 60                | 68                |
| 평균 월간 일조시간                                           | 207.9             | 187.5             | 189.9             | 189.7             | 192.0             | 135.9             | 157.9             | 201.8             | 157.3             | 157.7             | 173.3             | 200.5             | 2,151.5           |
| 출처: 일본 기상청 (평년값: 1991년~2020년, 극값: 1940년~현재) |                   |                   |                   |                   |                   |                   |                   |                   |                   |                   |                   |                   |                   |

## 출신 인물
- 미우라 가즈요시
- 아마노 요시타카
- 호시노 가즈요시
- 모리 리요
- 가와시타 미즈키
- 긴바라 지에코

## 자매도시・우호도시

### 자매도시
- 일본 홋카이도 무로란시
- 일본 니가타현 조에쓰시
- 미국 캘리포니아주 스톡턴
- 미국 네브래스카주 오마하
- 미국 인디애나주 셸비빌
- 프랑스 칸

### 우호도시
- 일본 나가노현 사쿠시
- 베트남 후에